# Rolf Schwarz
Rolf Schwarz (* 26. März 1926 in Berlin; † 25. März 2013 ebenda) war ein deutscher Schachspieler und Schachautor. Er schrieb ab 1951 in rund vierzig Jahren über dreißig Eröffnungsbücher. Er zählte zu den bekanntesten deutschsprachigen Schachautoren.

## Leben
Schwarz nahm als Soldat der Luftwaffe am Zweiten Weltkrieg teil und lernte dort das Schachspiel. Nach dem Krieg wurde er Lehrer für Geschichte, Deutsch und Mathematik und später Rektor einer Oberschule. Er hatte zwei Töchter und lebte in Berlin.

## Schachlaufbahn
Rolf Schwarz gehörte 1947 mit Heinz Lehmann und Rudolf Teschner zu den Gründungsmitgliedern des Schachvereins Lasker-Steglitz. Er zählte in der Nachkriegszeit zu den namhaften Spielern Berlins und nahm unter anderem an der Berliner Meisterschaft 1949 teil. Für Angriff und konkrete Variantenberechnung hatte er eine größere Neigung und Begabung als für langfristige Strategie.

## Schachjournalist und -autor
Seine Tätigkeit als Schachautor begann Schwarz 1950, als er im Auftrag des Deutschen Sportausschusses der DDR von der DDR-Meisterschaft in Sömmerda berichtete. Im folgenden Jahr erschien im Sportverlag Berlin in der Reihe „Sammelbücherei für Körperkultur“ sein erstes Eröffnungsbuch, eine Monographie über die Französische Verteidigung. 1953 ließ er zusammen mit Hans Platz einen 540 Seiten starken Band über die Sizilianische Verteidigung folgen, der 16.000 mal verkauft wurde.
1958 begann seine Zusammenarbeit mit Kurt Rattmann, in deren Rahmen er in der Reihe „Handbuch der Schach-Eröffnungen“ bis Mitte der 1980er Jahre insgesamt 22 Eröffnungsbücher schrieb. In dieser (nach dem einheitlich gestalteten Einband sogenannten) „grünen Reihe“ war der 1960 erschienene Band zu der wenig gespielten Bird-Eröffnung der größte Verkaufserfolg. 1997 wurde dieses Werk von Manuel Fruth als Nachdruck herausgegeben (allerdings ohne den grünen Einband).
Später wechselte Schwarz zum Schmaus-Verlag in Heidelberg, der insgesamt sieben Eröffnungsbücher von ihm herausgab. Neben vier Gambit-Büchern über das Wolga-Benkö-Gambit, das Göring-Gambit, das Morra-Gambit und das sizilianische Flügelgambit waren dies Monographien über Sizilianisch mit 5. … e7–e5, Sizilianisch mit 2. c2–c3 und die Eröffnung b2–b3.
Für das Schach-Magazin 64 verantwortete er bis in die 1990er Jahre die Rubrik „Fit durch Gambit“. Zuletzt publizierte er 1993 mit 4. Lc1–g5 gegen Grünfeld-Indisch und Sizilianisch 2. b3 / 2. Sf3 e6 3. b3 zwei Bände im Selbstverlag.

## Werke (Auswahl)
- Handbuch der Schach-Eröffnungen, insgesamt 22 Bände erschienen im Verlag Das Schach-Archiv Rattmann
- Gambit-Serie, 4 Bände, Schmaus-Verlag